# Reserva regional de Cíjara
La Reserva Regional de Caza de Cijara es un espacio natural protegido español situado en la provincia de Badajoz, Extremadura, que comprende un vasto territorio de montes públicos en su mayor parte. Fue declarada Reserva Nacional para la protección de especies de caza el 31 de mayo de 1966 por el Estado español. Después de la transferencia de competencias a las comunidades autónomas, su gestión fue traspasada a la Junta de Extremadura, renombrándose como reserva regional de caza de acuerdo a la Ley de Caza de Extremadura.

## Historia

### Pasado
Este espacio natural ha atravesado diferentes etapas. Antes de ser Reserva, estos terrenos eran explotados por los ciudadanos de Fuenlabrada de los Montes, Villarta de los Montes, Helechosa de los Montes y Herrera del Duque. Las actividades que realizaban eran agrícolas en los terrenos con poca pendiente y ganaderas en los montes.  Las actividades agrícolas se limitaban a pequeños huertos y la siembra de cereales cada cuatro o cinco años. La ganadería era muy abundante y fundamentalmente caprina. Este tipo de ganadería influyo directamente en la vegetación, ya que llevaba aparejada ciertas prácticas del manejo del monte, como eran la tala de chaparras para ramón y la quema para mejorar la capacidad de carga ganadera de los montes. Estas prácticas y la presión ganadera excesiva practicada durante años, provocó que en muchas zonas de estos terrenos, dominaran los jarales. Estas son comunidades arbustivas que adquieren su máximo desarrollo sobre sustratos ideales, constituyendo un lastre para los encinares y bosques de encinas y alcornoques. En las umbrías más serranas, la degradación de los alcornocales dio lugar a los madroñales, integrados básicamente por madroños, lentiscos, cornicabras, labiérnagos y durillos.
Aún, con estas zonas degradas, la mayor parte de la Reserva poseía una etapa clímax de bosques de encinas y alcornoques, adaptados a las condiciones climatológicos y soporte de especies protegidas tan características como el lince, el lobo, águila imperial entre otras. Este hábitat era bueno para estas especies, porque la actividad agrícola tradicional junto con los bosques de encinas proporcionaban el hábitat ideal para las especies presas de estos depredadores como el conejo, la perdiz, la liebre, etc. 
La presa de Cíjara que se terminó en 1956 (24 años después de iniciarse su construcción) por el organismo especial, "Obras y Servicios del Cíjara" (OSC), fue el origen de la futura declaración de Reserva Nacional de Caza del Cíjara. La presa del Cíjara, con una capacidad de 1670 hm³,  se manifestaba como el único sistema para la transformación de las tierras en regadío del Plan Badajoz y aumentar así la cobertura alimentaria de España. Más aún, la solución del régimen para el hambre de las 100 000 familias (en torno al medio millón de habitantes) que había en 1948 en la provincia de Badajoz en unas condiciones de extrema pobreza. El miedo a la escasez de alimentos padecida por el conjunto del Estado hasta mediados de los años 50 y la necesidad de incrementar la producción eléctrica, en un periodo de tímido despegue de la industria nacional, fueron los razones esgrimidas por el Estado por la que se condenó a esta zona a estar bajo el dominio de la administración, que aunque los tiempos han cambiado prácticamente sigue igual, ya que para la gestión de la Reserva de Caza del Cíjara, la participación ciudadana es inexistente.
La presa de Cíjara fue el mayor impacto medio ambiental y social que se ha producido en esta zona, y sus consecuencias están hoy en día presentes. El embalse de Cíjara, junto con los otros pantanos como el de García Sola y Orellana restaron a los ganaderos y agricultores las mejores tierras, así como condenaron a esta zona al aislamiento debido a la dificultad que suponían estos embalses a la hora de crear vías de comunicación. A cambio la administración calló las bocas con la promesa de que la Reserva del Cíjara sería el motor de desarrollo de la zona, estas promesas se quedaron en jornales para la reforestación de pinos. Con el tiempo se ha comprobado que esos jornales se convirtieron en el hambre de hoy, ya que si en vez de pinos se hubieran sembrado alcornoques, los ayuntamientos de la zona tendrían ingresos millonarios actualmente.
La presa del Cíjara originó que en mayo de 1966 se creara la Reserva Nacional de Caza del Cíjara por el ICONA (Instituto Nacional de la Conservación de la Naturaleza). Las razones esgrimidas por este organismo fueron las excelentes condiciones cinegéticas que presentaban los montes de la cuenca del Cíjara, pero con el tiempo hemos podido comprobar que la verdadera razón era el control absoluto de esta zona para realizar una de las mayores transformaciones medioambientales. La restauración hidrológica - forestal de la cuenca del embalse con pinos y eucaliptos para la incipiente industria papelera, ya que desde su creación lo único que se hizo es acabar con los bosques de encinas y alcornoques por la que esta zonas eran buenos para la caza.
Al principio de la creación de la Reserva Nacional de Caza, esta alcanzó un nivel cinegético excelente, adquiriendo un gran prestigio en el mundo cinegético por los excelentes trofeos que se obtuvieron. Esto fue debido a dos motivos fundamentalmente: el desmonte que se produjo en toda la reserva para la siembra de pinos, el cual aumentó la capacidad de carga del medio en especies herbáceas hasta que los pinos crecieron y producirse el efecto contrario; y a que el furtivismo fue muy perseguido en la dictadura. Además, de por estas dos causas principales, la repoblación con ejemplares con unas excelentes condiciones genéticas para la producción de trofeos, las zonas de siembra y la realización de una adecuada gestión hizo que durante unos años, hasta que el medio forestal fue maduro se diera la época de esplendor cinegético en este espacio.
Posteriormente, la calidad cinegética entró en declive, por una razón fundamental la Dirección de la Reserva haciendo caso omiso de la finalidad por la que son creadas las Reservas Regionales de Caza, opto por la gestión cinegética de cantidad, en lugar de calidad argumentando la necesidad social de la caza.
Esta apuesta por la cantidad produjo los efectos contrarios, las reses ante la falta de comida, buscando mejores condiciones de hábitat, ocupaban las fincas cinegéticas alrededor de la Reserva, y fueron cazadas por los dueños de las fincas privadas. Como ejemplo destacar que en una sola montería en una finca privada de 1500 ha. limítrofe a la reserva, se ha llegado a cazar en una sola acción cinegética más de la totalidad de los ejemplares que se cazan en toda una temporada de caza en montería en la Reserva.

### Presente
En la actualidad los ciudadanos de los municipios colindantes ven la Reserva Regional del Cíjara como una carga que les impide desarrollo turístico y agropecuario de la zona y que a su vez no les reporta ningún beneficio. Estos ven como otros espacios naturales de menor tamaño y menor calidad ambiental son rentabilizados económicamente y sirven de motor de desarrollo de los municipios colindantes.
Las administraciones locales se sienten desilusionadas, ya que los beneficios obtenidos en concepto de canon por la explotación forestal y cinegética por parte de la Junta de Extremadura son mínimas teniendo en cuenta las potencialidades del recurso que ceden. En cambio las limitaciones y los problemas que ocasiona a los Ayuntamientos son muchos y muy diversos tales como, el problema de los enclavados, los daños que ocasiona la fauna cinegética a la agricultura, la pérdida de territorio o el problema de poder visitar la Reserva entre otros. 
En cuanto, a la Junta de Extremadura la inversión que realiza en la Reserva Regional del Cíjara todavía no es importante; ronda los 300 000 € (en gestión cinegética) en los últimos años. Este incipiente apoyo desde la Junta de Extremadura está aumentando poco a poco y se espera muchos más de las inversiones provenientes de Europa y las correspondientes actuaciones financiadas por el Plan Forestal. Estos trabajos son adjudicados a empresas de fuera de la comarca las cuales sacan todo el dinero que pueden y a la zona solo reportan algunos jornales de baja cualificación profesional y económica.
Hoy en día la administración está realizando un esfuerzo en conseguir que la R.R.C.del Cíjara vuelva a tener la finalidad que establece la ley: la de contribuir a la mejora y crianza de los mejores ejemplares cinegéticos a fin de dotar a los gestores cinegéticos ejemplares de máxima calidad genética, para la repoblación de otras zonas. Para ello, la Dirección técnica ha dividido la Reserva en dos unidades de gestión: la zona Sur y la zona Norte.
- La zona norte abarca una superficie aproximada de 19 400 ha, esta zona posee un cerramiento muy deficitario, por lo cual se considera permeable a las especies cinegéticas a efectos de la realización del censo y de la capacidad de carga que puede sostener.

- La zona sur ocupa unas 5600 ha, las cuales se encuentran actualmente valladas con malla cinegética que impide paso ciervo, gamo, corzo pero que no impide la salida de jabalíes.

Además. para la determinación de la capacidad de carga de la Reserva Regional de Caza del Cíjara se ha realizado un estudio por parte del Departamento de Biología y Producción de los vegetales a través del convenio " Determinación de la capacidad de carga en la zona sur de la Reserva". Este estudio según señala la Dirección Técnica de la Reserva ha determinado la capacidad que tiene la zona Sur para mantener un tamaño de población adecuado de especies cinegéticas que pueda dar lugar a buenos ejemplares de estas especies. En este estudio se ha calculado la capacidad de carga cinegética pero no se ha tenido en cuenta la capacidad ecológica del resto de especies en especial de las especies protegidas.   
La Dirección Técnica ha afirmado en el Consejo de Caza de la R.R.C. Cíjara que con la nueva gestión se producirán ejemplares de excepcionales condiciones cinegéticas, ya que a partir de ahora las cosas se harán bien. Por parte de los Ayuntamiento se le indicó a la Dirección Técnica que esta nueva gestión tenía lagunas importantes, y que el tiempo nos daría la razón, ya que entre otras razones este proyecto no tiene en cuenta que:
- La potencialidad cinegética de la Reserva se basa en la amplitud de su territorio y por el alimento de las zonas periféricas y este proyecto se centra solo en la gestión de la zona Sur de 5600 ha y además, el alambrado realizado elimina la alimentación de las zonas de alrededor.
- Este proyecto de gestión no ha tenido en cuenta a los ciudadanos de los municipios, primer paso fundamental para que cualquier proyecto pueda tener éxito y puedan sentir como propio este proyecto. 
- Este proyecto no ha contemplado ningún tipo de presupuesto adicional para llevar a cabo un cambio real en la gestión, al contrario lo que se pretende es reducir el gasto, limitando la gestión solo a la zona Sur y dejando a la zona Norte (19 400 ha) con una mínima gestión. 
Es por estas razones que se esperan cambios en la gestión de este espacio.

### Futuro
Cada vez más, hay más voces pidiendo un mayor aprovechamiento turístico sostenible de los recursos naturales del entorno del Cíjara, como una de las vías para frenar la grave enfermedad que afecta a los pueblos de la zona: la despoblación.
El sentido común indica que la alternativa para un futuro mejor de esta zona pasa por la creación de un espacio natural protegido sobre los montes del Cíjara, que sirva para desarrollar un turismo sostenible basado en el potencial natural, cinegético y de pesca deportiva de esta zona. La creación de un Parque Temático de la Naturaleza, una Reserva Natural de unas 60 000 ha, que englobara la actual Reserva Regional del Cíjara junto con los colindantes Espacios Protegido de la ZEPA y LIC "Puerto Peña - Los Golondrinos " sería una figura de protección compatible con los actuales usos tradicionales y que además devolvería a los ciudadanos de los municipios la capacidad de tomar decisiones sobre la gestión de este espacio. Sería gestionado según un Plan de Ordenación de los Recursos Naturales elaborado por todas las administraciones, organizaciones y ciudadanos. Rompería de una vez por todas con la tradicional imagen, que ha heredado esta zona de otros tiempos la de zona aislada, árida y pobre.
La creación de este espacio junto con un plan turístico para la Mancomunidad del Cíjara o de la Siberia, que ayudara a la creación de un joven tejido empresarial y que atrajera inversores especializados en turismo rural sostenible avalados por experiencias exitosas similares en otros lugares de España sería la solución para dar una alternativa a los pueblos, a los jóvenes y sobre todo la mejor formula para conservar el patrimonio natural.

## Flora
Antes de la intervención del hombre, la vegetación de la Reserva Regional del Cíjara estaba formada por densos bosques mediterráneos, sobre todo por encinares y alcornocales en sus variantes luso extremadurenses, mesomediterráneos y silicícolas.En menor medida por quejigales de Quercus faginea subesp. broteroi y robledales de Quercus pyrenaica.
Hoy en día, solo en las zonas donde las actuaciones forestales han sido escasas, quedan restos de estos bosques y sus densos matorrales de sustitución, como testigos del primitivo paisaje. La encina es el árbol dominante más abundante; alcornoque y quejigo dominan en las umbrías. De roble quedan tan solo algunos pocos ejemplares en el robledillo, estos ejemplares son muy peculiares por el lugar donde se ubican, ya que, hay pocos lugares que, con esta altitud y continentalidad cumplan las condiciones de humedad necesarias para la existencia de esta especie. El robledillo representa una pequeña isla en el área de distribución del roble.
El paisaje vegetal actual está muy transformado por el hombre, en relación con el paisaje climático. Los bosques densos mediterráneos en muchos casos han sido sustituidos por repoblaciones con especies alóctonas de eucaliptos y pinos, y el mosaico paisajístico está salpicado de dehesas, matorrales seriales, cultivos, pastos y sobre todo bosques de coníferas. Esta transformación ha supuesto un cambio en muchas zonas de la reserva, pasando de la variada vegetación mediterránea adaptada durante siglos a esta geografía y en armonía con la fauna, a un monocultivo forestal uniforme destructor de la biodiversidad .

### Recogida de Setas y Hongos
Esta actividad está teniendo cada día mayor número de seguidores. La diversidad de hábitats reinantes en la Reserva le hacen ser un lugar ideal para la recolección de setas y hongos. Las especies más representativas que podemos encontrar son:
- Macrolepiota procera
- Amanita caesarea
- Lactarius deliciosus
- Coprinus comatus
- Agaricus campestris[5]

## Fauna

### Aves
Existe una gran variedad de grandes especies como los buitres y las águilas mayores. La práctica totalidad de las rapaces y pajarillos que puedas encontrar en Extremadura. También la visita estaciónal de las grullas, que pasan el invierno en las dehesas buscando la bellota.

### Fauna de caza mayor
Los Cérvidos
Se incluyen ciervos, gamos y corzos. Su característica morfológica diferencial es la presencia de una cuerna de naturaleza ósea, ramificada y que se renueva anualmente. En la Reserva regional de caza del Cíjara están presentes:
- El ciervo o Venado.

- El gamo.

- El corzo.

Los Bóvidos
Su característica morfológica diferencial es la presencia de auténticos cuernos, en los que el núcleo óseo se recubre de un estuche córneo que acompaña al animal durante todo su ciclo vital. En la Reserva Regional de Caza del Cíjara se ha introducido en los últimos años el muflon con lo que se aporta animales que lleguen a los últimos riscos de las montañas, haciendo el trabajo que antiguamente realizaban las cabras.: 
- Muflón.

Los Suidos
Es un grupo que en Europa incluye sólo al jabalí y al cerdo doméstico. En la Reserva Regional de Caza se encuentra la subespecie S. scrofa castilianus que se diferencia de la S. scrofa baeticus, en que esta última es de menor tamaño y su distribución está restringida al sur de Sierra Morena. S. scrofa castilianus, se encuentra en el resto de la península y se diferenciaría por disponer de un manto de borra bajo la capa de cerdas. La diferenciación de S. scrofa castilianus con respecto a la especie nominal europea no ha sido aún suficientemente clarificada. 
- Jabalí.

### Caza menor
En la Reserva de Caza del Cíjara hay las especies características de caza menor entre las que destacan la perdiz, el conejo, la liebre, becada o pitorra, el zorzal común, zorzal alirrojo, zorzal charlo, Ánade Real, zorzal real y la paloma torcaz. Debido a que la gestión de la Reserva está encaminada a la caza mayor la abundancia de estas especies no es muy elevada excepto la de paloma torcaz que debido a la utilización de los pinares como dormidero provoca grandes concentraciones.

### Fauna protegida
Los hábitats autóctonos en la Reserva Regional de Cíjara se han modificado mucho con las repoblaciones forestales de especies alóctonas y con las infractucturas que estas conllevan. Las condiciones que impone el medio forestal a las especies son muy limitantes. En el caso de las aves utilizan la Reserva solo como área de nidificación y no podrían sobrevivir sin las áreas de alimentación que son las dehesas que rodean a la Reserva del Cíjara. En cuanto a las especies de mamíferos protegidos, su densidad es baja y su supervivencia esta ligada a las islas de vegetación autóctona y las áreas limítrofes de la reserva. 
En general, la escasa calidad del medio forestal en comparación con el bosque mediterráneo, además de la excesiva competencia de las especies cinegéticas por los recursos de las especies presas, hace que la densidad de especies predadoras protegidas sea baja. Aun así, la Reserva del Cíjara es una de la zonas de España, en las que hoy en día, podemos ver un mayor diversidad en especies protegidas. 
Esto es debido a su gran extensión, a la situación geográfica estratégica como corredor ecológico, entre el sistema central, Montes de Toledo y Sierra Morena, pero sobre todo al magnífico estado de conservación en el que se encuentran los espacios protegidos que tiene a su alrededor como son El parque nacional de Cabañeros, y las ZEPAS y LIC de la Red Natura 2000 como son Puerto Peña-Los golondrinos, Sierra de las Villuercas-Los Ibores, Montes de Toledo, Estena, río Guadalemar y alcornocal del Zumajo.

## Rutas
Senderismo, bicicleta o a Caballo.
Para realizar rutas es aconsejable no hacerlas desde el 1 de octubre al 28 de febrero, a fin de evitar posibles coincidencias con alguna cacería, se pueden consultar las limitaciones a la Consejería de Agricultura y Medio Ambiente o a los ayuntamientos de la zona. Del mismo modo, entre el 1 de junio y el 30 de septiembre, en fecha de Peligro Alto de Incendios, consultar posibles limitaciones. El club deportivo ecuestre de Herrera del Duque formado por aficionados de Herrera del Duque, Fuenlabrada de los Montes y Peloche, organizan periódicamente rutas a caballo para sus socios por toda la zona de los montes del Cíjara.  
Rutas
Existe una Red de Caminos Carreteros que une los pueblos de la Reserva y otras que bordean la misma igualmente interesantes. Así mismo existen Rutas Señalizadas que enseñan lo mejor de este Territorio, Miradores, Lugares con Encanto, Merenderos y Puestos de Observación:
- Ruta de La Celada.
- Ruta de Los Acebos.
- Ruta de El Sotillo.
- Ruta de La Muela.
- Ruta de Helechosa el Mirador de la Reserva.[7]

## Visitas
La necesidad de un uso Social y Recreativo de la Reserva Regional del Cíjara es una realidad incuestionable que se hace cada vez más patente con el número de visitantes que recibe. La Reserva de Caza debido a su magnitud, a su orografía montañosa y sus grandes masas de agua embalsadas hacen que el visitante pueda obtener imágenes en las que la grandiosidad del paisaje se mezcla con multitud de tonos, luces y colores
Mostrando perspectivas de conjunto, hacen sentir al observador una sensación de libertad y de pleno contacto con la naturaleza. La dimensión descomunal de estos montes, los tajos naturales de sus ríos te alejan de lo que vives para llevarte a otro mundo. Las mejores épocas de visita a la Reserva Regional del Cíjara son primavera y en septiembre-octubre, época en la cual se da el celo de los ciervos, "denominada la berrea del venado".
Además, es el escenario ideal para recogida de setas y las rutas a pie y a caballo. Paseando por la Reserva podemos encontrarnos formaciones vegetales de gran biodiversidad. En apenas unos kilómetros puedes ver una decena de ecosistemas muy distintos entre sí: bosques de encinas, pinares, casqueras, riveras, riscos de cuarcita, etc. Cualquier excusa puede ser buena para dar una vuelta por este escenario vivo de la tierra. No obstante y respetando los ciclos naturales de los seres vivos y la actividad cinegéntica puedes acercarte en cualquier época del año y disfrutar de un completo menú de ocio y naturaleza.